# Arma människor
Arma människor (originaltitel: Бедные люди, Bednyje ljudi), är en roman från 1846 av Fjodor Dostojevskij. Detta var Dostojevskijs debutroman, som blev mycket uppmärksammad. Romanen är skriven som en brevväxling mellan de två huvudpersonerna, en man och en kvinna. De hyser starka känslor för varandra men fattigdom och misär försvårar och begränsar deras liv.

## Svenska utgåvor
Romanen gavs ut på svenska första gången 1885, med titeln Fattige stackare. En översättning av Alfred Jensen med titeln Arma människor publicerades 1920. En översättning, betitlad Fattigt folk, gavs ut 2009, och en nyöversättning gavs ut 2018 då åter med titeln Arma människor. 